# سالیو دیالو
سالیو دیالو (انگلیسی: Saliou Diallo؛ زادهٔ ۳ نوامبر ۱۹۷۶) بازیکن فوتبال اهل گینه بود.
از باشگاه‌هایی که در آن بازی کرده است می‌توان به باشگاه فوتبال وسترلو، باشگاه فوتبال باکو، باشگاه فوتبال شمکر، باشگاه فوتبال غازی عینتاب‌اسپور، باشگاه فوتبال گنجلربیرلیئی سومقاییت، و باشگاه فوتبال دیاربکرسپور اشاره کرد.
وی همچنین در تیم ملی فوتبال گینه بازی کرده است.